# Masters de tennis masculin 2001
La Masters Cup 2001 est la 32e édition du Masters de tennis masculin, qui réunit les huit meilleurs joueurs disponibles en fin de saison ATP en simple. La compétition que devait avoir lieu à São Paulo et finalement organisée à Sydney. Les huit meilleures équipes de double sont également réunies pour la 28e fois, mais exceptionnellement la compétition ne se déroule pas en même temps. Elle a lieu du 28 janvier au 3 février 2002 à Bangalore.

## Faits marquants
L'Australien Lleyton Hewitt réalise un Masters sans-faute en remportant l'ensemble de ses matchs. Il défait successivement Sébastien Grosjean (7e), Andre Agassi (3e), Patrick Rafter (6e), Juan Carlos Ferrero (4e) et de nouveau Sébastien Grosjean en finale. Il remporte ainsi 1500 points ATP, ce qui lui permet de devenir n°1 mondial.

## Simple

### Participants
Goran Ivanišević no 13 en tant que vainqueur d'un tournoi du Grand Chelem dans l'année est qualifié au détriment du no 8 Marat Safin.
| Rang mondial | Rang Masters | Joueur              |
| ------------ | ------------ | ------------------- |
| 1            | 1            | Gustavo Kuerten     |
| 2            | 2            | Lleyton Hewitt      |
| 3            | 3            | Andre Agassi        |
| 4            | 4            | Juan Carlos Ferrero |
| 5            | 5            | Ievgueni Kafelnikov |
| 6            | 6            | Patrick Rafter      |
| 7            | 7            | Sébastien Grosjean  |
| 13           | 8            | Goran Ivanišević    |

### Phase de groupes

#### Groupe Rosewall
- Résultats

| Joueur 1            | Joueur 2            | Score          |
| Ievgueni Kafelnikov | Juan Carlos Ferrero | 4-6, 6-1, 7-65 |
| Goran Ivanišević    | Gustavo Kuerten     | 6-2, 62-7, 6-4 |
| Juan Carlos Ferrero | Gustavo Kuerten     | 7-63, 6-2      |
| Ievgueni Kafelnikov | Goran Ivanišević    | 6-3, 6-4       |
| Ievgueni Kafelnikov | Gustavo Kuerten     | 6-2, 4-6, 6-3  |
| Juan Carlos Ferrero | Goran Ivanišević    | 7-64, 7-65     |

- Classement

| #  | Rang | Joueur              | Matches G - P | Sets G - P |
| -- | ---- | ------------------- | ------------- | ---------- |
| 1. | 5    | Ievgueni Kafelnikov | 3 - 0         | 6 - 2      |
| 2. | 4    | Juan Carlos Ferrero | 2 - 1         | 5 - 2      |
| 3. | 8    | Goran Ivanišević    | 1 - 2         | 2 - 5      |
| 4. | 1    | Gustavo Kuerten     | 0 - 3         | 2 - 6      |

#### Groupe Newcombe
- Résultats

| Joueur 1           | Joueur 2           | Score         |
| Lleyton Hewitt     | Sébastien Grosjean | 3-6, 6-2, 6-3 |
| Andre Agassi       | Patrick Rafter     | 6-2, 6-4      |
| Lleyton Hewitt     | Andre Agassi       | 6-3, 6-4      |
| Sébastien Grosjean | Patrick Rafter     | 6-2, 6-4      |
| Sébastien Grosjean | Andre Agassi       | 6-3, 6-4      |
| Lleyton Hewitt     | Patrick Rafter     | 7-5, 6-2      |

- Classement

| #  | Rang | Joueur             | Matches G - P | Sets G - P |
| -- | ---- | ------------------ | ------------- | ---------- |
| 1. | 2    | Lleyton Hewitt     | 3 - 0         | 6 - 1      |
| 2. | 7    | Sébastien Grosjean | 2 - 1         | 5 - 2      |
| 3. | 3    | Andre Agassi       | 1 - 2         | 2 - 4      |
| 4. | 6    | Patrick Rafter     | 0 - 3         | 0 - 6      |

### Phase finale
|  |                     |            |                |            |                    |     |   |        |        |        |        |        |        |        |
|  | 1/2 finale          | 1/2 finale | 1/2 finale     | 1/2 finale | 1/2 finale         |     |   | Finale | Finale | Finale | Finale | Finale | Finale | Finale |
|  |                     |            |                |            |                    |     |   |        |        |        |        |        |        |        |
|  |                     |            |                |            |                    |     |   |        |        |        |        |        |        |        |
|  | Ievgueni Kafelnikov | (5)        | 4              | 2          |                    |     |   |        |        |        |        |        |        |        |
|  | Ievgueni Kafelnikov | (5)        | 4              | 2          |                    |     |   |        |        |        |        |        |        |        |
|  | Sébastien Grosjean  | (7)        | 6              | 6          |                    |     |   |        |        |        |        |        |        |        |
|  | Sébastien Grosjean  | (7)        | 6              | 6          | Sébastien Grosjean | (7) | 3 | 3      | 4      |        |        |        |        |        |
|  |                     |            |                |            |                    | (7) | 3 | 3      | 4      |        |        |        |        |        |
|  |                     |            | Lleyton Hewitt | (2)        | 6                  | 6   | 6 |        |        |        |        |        |        |        |
|  | Lleyton Hewitt      | (2)        | Lleyton Hewitt | (2)        | 6                  | 6   | 6 | 6      | 6      |        |        |        |        |        |
|  | Lleyton Hewitt      | (2)        |                |            |                    |     |   | 6      | 6      |        |        |        |        |        |
|  | Juan Carlos Ferrero | (4)        | 4              | 3          |                    |     |   |        |        |        |        |        |        |        |
|  | Juan Carlos Ferrero | (4)        | 4              | 3          |                    |     |   |        |        |        |        |        |        |        |

## Double

### Participants
| No | Équipe                              | Résultat (V, D)           |
| -- | ----------------------------------- | ------------------------- |
| 1  | Donald Johnson Jared Palmer         | Demi-finale (2V, 2D)      |
| 2  | Mahesh Bhupathi Leander Paes        | Phase de groupes (2V, 1D) |
| 3  | Petr Pála Pavel Vízner              | Finale (3V, 2D)           |
| 4  | Bob Bryan Mike Bryan                | Phase de groupes (2V, 1D) |
| 5  | Mark Knowles Brian MacPhie          | Demi-finale (2V, 2D)      |
| 6  | Ellis Ferreira Rick Leach           | Victoire (4V, 1D)         |
| 7  | Chris Haggard Tom Vanhoudt          | Phase de groupes (0V, 3D) |
| 8  | John-Laffnie de Jager Robbie Koenig | Phase de groupes (0V, 3D) |

### Phase de groupes

#### Groupe touchtel
| Rang |                             | Johnson Palmer | Bryan         | Haggard Vanhoudt | Matchs G - P | Sets G - P |
| 1    | Ellis Ferreira Rick Leach   | 6-4, 7-63      | 4-6, 7-5, 4-6 | 63-7, 6-1, 6-3   | 2-1          | 5-3        |
| 2    | Donald Johnson Jared Palmer |                | 7-64, 6-3     | 63-7, 7-63, 6-3  | 2-1          | 4-3        |
| 3    | Bob Bryan Mike Bryan        |                |               | 6-3, 6-2         | 2-1          | 4-3        |
| 4    | Chris Haggard Tom Vanhoudt  |                |               |                  | 0-3          | 2-6        |

#### Groupe Bharti
| Rang |                                     | Knowles MacPhie | Bhupathi Paes  | de Jager Koenig | Matchs G - P | Sets G - P |
| 1    | Petr Pála Pavel Vízner              | 1-6, 6-3, 5-7   | 7-66, 7-5      | 6-3, 6-2        | 2-1          | 5-2        |
| 2    | Mark Knowles Brian MacPhie          |                 | 64-7, 7-5, 3-6 | 6-3, 7-63       | 2-1          | 5-3        |
| 3    | Mahesh Bhupathi Leander Paes        |                 |                | 6-2, 6-3        | 2-1          | 4-3        |
| 4    | John-Laffnie de Jager Robbie Koenig |                 |                |                 | 0-3          | 0-6        |

### Phase finale
|  |                             |            |                           |            |                        |     |   |        |        |        |        |        |        |        |
|  | 1/2 finale                  | 1/2 finale | 1/2 finale                | 1/2 finale | 1/2 finale             |     |   | Finale | Finale | Finale | Finale | Finale | Finale | Finale |
|  |                             |            |                           |            |                        |     |   |        |        |        |        |        |        |        |
|  |                             |            |                           |            |                        |     |   |        |        |        |        |        |        |        |
|  | Donald Johnson Jared Palmer | (1)        | 4                         | 1          |                        |     |   |        |        |        |        |        |        |        |
|  | Donald Johnson Jared Palmer | (1)        | 4                         | 1          |                        |     |   |        |        |        |        |        |        |        |
|  | Petr Pála Pavel Vízner      | (3)        | 6                         | 6          |                        |     |   |        |        |        |        |        |        |        |
|  | Petr Pála Pavel Vízner      | (3)        | 6                         | 6          | Petr Pála Pavel Vízner | (3) | 7 | 62     | 4      | 4      |        |        |        |        |
|  |                             |            |                           |            |                        | (3) | 7 | 62     | 4      | 4      |        |        |        |        |
|  |                             |            | Ellis Ferreira Rick Leach | (6)        | 6                      | 7   | 6 | 6      |        |        |        |        |        |        |
|  | Mark Knowles Brian MacPhie  | (5)        | Ellis Ferreira Rick Leach | (6)        | 6                      | 7   | 6 | 6      | 2      | 4      |        |        |        |        |
|  | Mark Knowles Brian MacPhie  | (5)        |                           |            |                        |     |   |        | 2      | 4      |        |        |        |        |
|  | Ellis Ferreira Rick Leach   | (6)        | 6                         | 6          |                        |     |   |        |        |        |        |        |        |        |
|  | Ellis Ferreira Rick Leach   | (6)        | 6                         | 6          |                        |     |   |        |        |        |        |        |        |        |